# Uリーグ沖縄
Uリーグ沖縄（Uリーグおきなわ）は、沖縄県において計画されていた野球の独立リーグ。NPO法人スターズ・クラブが中心となって設立を目指していた。運営会社はUリーグベースボールクラブ株式会社。リーグ名は「結いのこころ」（ゆいまーる）に由来している。
プロ化を断念し、2007年から社会人野球のクラブチーム「U・スターズ」（2009年より「沖縄スターズ」）として再出発したが、2016年に解散した。

## 概要
2006年10月からの開幕を計画。構想では沖縄本島を4つの地域に分けそれぞれにチームを作り、4チームでリーグ戦を実施。1チームは選手25人で、毎年10月から3月まで年間80試合を実施して優勝球団を決定する予定であった。
選手は月8万円（寮費5万円、選手管理費3万円）を支払って参加する。また選手は野球の試合だけでなく、平日は人材派遣会社の斡旋により仕事をこなす。この仕事の給料は選手に支払われる。選手は参加各球団ともトライアウト（入団テスト）を行い選手を集める。選手の8割は地元出身者を採用するとしていたが、一次トライアウトでの合格者52人のうち沖縄県出身者は21人で、実際には約4割であった。
2球団の監督が決まったものの、残りの2球団の監督は未定だった。

## 運営会社概要
- 所在地 : 沖縄県那覇市安里102 安里トラストビル6階（2006年2月時点）[5]
- 代表 : 松川英明[5][4]

## 沿革
- 2005年8月29日　設立準備会が発足。
- 2005年12月17-18日　沖縄県北谷町運動公園野球場で第1次トライアウトが行われ、52人の選手が合格[4]。
- 2006年1月27日　同リーグ開幕に向けて、「沖縄に独立リーグを!1000人の夕べ」と題して沖縄コンベンションセンターにてシンポジウムが行われる[4]。
- 2006年3月24日　大阪で第2期入団試験。監督2名の就任が決定。
- 2006年5月18日　所属選手全20人のうち16人が退会届を提出。残りの4人も沖縄を離れていることが判明[2]。
- 2006年7月　監督として発表されていた植村が退団。
- 2006年9月16日　リーグ開幕。第一節、NIENIES対STARS（赤間球場15:00～）は台風により中止と発表。
- 2006年9月25日[要出典]　アマチュア（社会人野球のクラブチーム登録）の「U・スターズ」で再出発することを理事会にて決議。プロを断念。
- 2006年12月24日　東京の明治神宮外苑室内球技場で採用予定数60名のトライアウトを実施[6]。
- 2007年3月15日　日本野球連盟への登録を承認される。

## Uリーグ主催 やんばるシリーズ
2006年9月16日～12月10日まで開催された、Uリーグ最初のリーグ戦。
公式サイトによると、期間内の土日祝にもれなく3チーム10節、計30試合が組まれていた。Uリーグ4チーム（NIENIES、STARS、GIANT SUNS、UMINCHU）の内、UMINCHUは一切組まれていなかった。
非常に特殊なスタイルで開催されていた。
試合日程不定
先述の通り、試合日程は土日祝にもれなく組まれているが、実際に試合を行うのは週1回ベースで他の予定日は練習のみである。
ユニフォーム不定
チーム毎のユニフォームは存在しない。代わりにUリーグの白いユニフォームを着たチームと、All Starsの赤いユニフォームを着たチームで対戦する。同じユニフォームでもある日はSTARS、ある日はGIANT SUNSとなっていた。
選手不定
白いユニフォームを着た選手はほぼ固定だが、赤いユニフォームを着た選手は逆にほぼ毎試合異なる。白いユニフォームを着た選手がUリーグの選手で、赤いユニフォームを着た選手はビジターのようである。
例えば、GIANT SUNSは、開幕1、2戦は赤いユニフォームを着ており、3戦目は白いユニフォームを着ていた。すなわち、1戦、2戦、3戦とも異なる選手陣であり、1戦目と2戦目の対戦相手がそのまま3戦目のメンバーである。
結局5試合を開催したが、11月以降は一切の試合がされず、11月25日以後はシーズンオフとして練習を含む公式活動を打ち切った。